# (12524) Conscience
Pour les articles homonymes, voir Conscience (homonymie).
(12524) Conscience est un astéroïde de la ceinture principale.

## Description
(12524) Conscience est un astéroïde de la ceinture principale. Il fut découvert par Eric Walter Elst le 25 avril 1998 à l'observatoire de La Silla. Il présente une orbite caractérisée par un demi-grand axe de 2,31 UA, une excentricité de 0,19 et une inclinaison de 0,744° par rapport à l'écliptique.
Il fut nommé en hommage à Hendrik Conscience (1812-1883), un des fondateurs de la littérature flamande.

## Compléments